# Groen conservatisme
Groen conservatisme, ook wel ecologisch conservatisme genoemd, is een politieke substroming die zowel elementen van het conservatisme als ecologisme omvat.
In zijn traktaat Reflections on the Revolution in France stelt Edmund Burke, de vader van het moderne conservatisme, dat 'the earth, the kind and equal mother of all ought not to be monopolised to foster the pride and luxury of any men'. Ook na hem hebben conservatieve politici en intellectuelen hun bekommernis om het milieu geuit.

## Standpunten
Onder de neoconservatieven worden ecologische beleidsmaatregelen vaak bestempeld als socialistisch. De grotere staatsinterventie die noodzakelijk is om de milieuproblematiek tegen te gaan, druist in tegen hun neoconservatieve overtuigingen van een zo vrij mogelijke markt. Het neoconservatisme, dat in werkelijkheid een vorm is van neoliberalisme en dat weinig van doen heeft met traditioneel conservatisme, laat vanwege het economisch neoliberalisme geen ruimte voor natuurbehoud en ecologische beleidsmaatregelen.
Om die reden leunen groene conservatieven op economisch vlak dichter aan bij het traditioneel conservatisme. Centraal daarbij staat het behoud en de verdediging van rurale gebieden tegen de oprukkende urbanisatie.
Om te voorkomen dat groene ruimtes volgebouwd raken, pleiten verschillende nationaal-conservatieve groeperingen, zoals de British National Party, voor een inperking van de immigratie. Zo willen ze overbevolking vermijden en de vraag naar nieuwe verkavelingsgebieden terugdringen.
Veel wat in de media omschreven wordt als groen conservatisme of groen rechts (traditionalisme, lokalisme) blijkt bij nader inzien meer verwant aan een synthese van economisch liberalisme in combinatie met natuurbehoud.
Een bekende traditionalistisch conservatief denker die bekend stond om zijn groen conservatieve standpunten was Sir Roger Scruton.

## Groen conservatisme in Nederland en Vlaanderen
In Nederland was Groen Rechts een aanhanger van het ecologisch conservatisme. Deze partij heeft in tegenstelling tot haar progressieve tegenhanger, GroenLinks, nooit een zetel in een vertegenwoordigend orgaan kunnen bemachtigen. Sinds de jaren 2010 proberen er aan de rechterzijde van het politiek spectrum steeds meer partijen, zoals de VVD, zich op te werpen als conservatieve vertolker van het ecologisch gedachtegoed. Een prominent VVD'er die zich eind jaren tachtig al een ecologisch voorvechter had betoond, was Ed Nijpels. Hierbij moet worden aangetekend dat het groen rechtse of groen conservatieve beleid dat de VVD zegt voor te staan beter economisch liberaal met een groen randje kan worden genoemd: met traditionalisme heeft het niets te maken. Men tracht in liberale kringen aan te tonen dat vooruitgangsgeloof - al dan niet beperkt tot de economische sfeer -, economische groei en groen beleid elkaar niet uitsluiten en prima samen kunnen gaan. (D.i. groenliberalisme).
Daarnaast kent de ChristenUnie zowel groene als conservatieve standpunten. De partij is op ecologisch gebied progressief en het stemt vaak mee met partijen als GroenLinks en Partij voor de Dieren. Op het gebied van medische ethiek, cultuur en vrijheid van onderwijs heeft de CU echter een conservatief profiel. 
In Vlaanderen worden enkel politici van de progressieve partij Groen bestempeld als ecologisten. Toch erkennen ook rechtse beleidsmakers de milieuproblematiek en heeft de meerderheid onder hen ecologische maatregelen in hun partijprogramma opgenomen.

## Lijst van groen conservatieve partijen
- Partido Ecológico Nacional (Brazilië, 2011-2017)
- Det Konservative Folkeparti (Denemarken, 1916-)[16]
- Ökologisch-Demokratische Partei (Duitsland, 1982-)
- Génération écologie (Frankrijk, 1990-)[17]
- Griekse Ecologisten (1988-)
- Verdi Verdi (Italië, 1991-)[18]
- Latvijas Zaļā partija (Letland, 1990-)
- Lietuvos valstiečių ir žaliųjų sąjunga (Litouwen, 2001-)
- Partido Verde Ecologista de México (1991-)
- The New Conservative Party (Nieuw-Zeeland, 2011-)[16]
- Partido da Terra (Portugal, 1993-)
- Conservatieve Partij (Oeganda, 1966-)